# الألف سنة الغامضة من تاريخ نجد
الألف سنة الغامضة من تاريخ نجد هو كتاب تاريخي عن تاريخ نجد، ألفه المؤرخ السعودي عبد الرحمن بن زيد السويداء (ولد 1358)، جمع المؤلف في مؤلفه عددا كبيرا من القصص والروايات والأخبار عن الأحداث التي دارت في منطقة نجد خلال الألف سنة السابقة على تأسيس الدولة السعودية الأولى، من العام الهجري الأول حتى انتهاء القرن العاشر، وقسم عبد الرحمن بن زيد السويداء كتابه إلى ثلاثة أجزاء.
يقول المؤرخ عبد الرحمن بن زيد السويداء في سلسلة محاضرات عن كتاب من حائل والتي نظمها نادي حائل الأدبي متحدثا عن كتابه:
| الألف سنة الغامضة من تاريخ نجد | خطرت فكرته علي وأنا في تايوان، وعند عودتي عرضتها على الشيخ حمد الجاسر فقال إن تاريخ نجد أمر غامض والبحث فيه مضن وهو ذات القول الذي سمعته من الشيخ عبد الله بن خميس حين طرحت عليه ذات الفكرة، وكذلك كان رأي سالم الجنيد فدفعتني تلك الآراء إلى السير في الكتابة عن تاريخ نجد وبدأت في جمع المعلومات، وصدر الجزء الأول من الكتاب عام 1408 هـ وانبهر به الجاسر، وصدر الجزء الثاني عام 1414 هـ والجزء الثالث صدر عام 1421 هـ | الألف سنة الغامضة من تاريخ نجد |